# Juan Ramos Camarero
Juan Ramos Camarero (Íllora, província de Granada, 6 de juliol de 1944 - Barcelona, 14 d'octubre de 2011) fou un polític comunista català d'origen andalús establert a Cornellà de Llobregat.

## Trajectòria
De jovenet es va establir a Cornellà de Llobregat. Va estudiar Oficialia i de Mestria Industrial en la branca d'electricitat i electrònica i va començar a treballar com a aprenent a l'empresa Siemens de Cornellà. Durant els anys seixanta va ingressar a Comissions Obreres i formà part dels jurats d'empresa dins el Sindicat Vertical. Alhora, també militava al PSUC, del qual fou membre del comitè executiu. També ha estat secretari de la Federació del Metall de CCOO.
Fou elegit diputat per la circumscripció de Barcelona a les eleccions generals espanyoles de 1977 i 1979. Dimití del seu escó per a presentar-se a les eleccions al Parlament de Catalunya de 1980, en els que fou escollit. Membre de l'anomenat sector prosoviètic del PSUC, el desembre de 1981 en fou expulsat i el 1982 va fundar amb Pere Ardiaca i altres escindits el Partit dels Comunistes de Catalunya (PCC). Posteriorment fou secretari general del Partit Comunista dels Pobles d'Espanya (PCPE), del que el 1988 encapçalà el sector contrari a integrar-se a Izquierda Unida.
Posteriorment va ser secretari general del Partit Comunista dels Pobles d'Espanya (PCPE), del que en 1988 va encapçalar el sector contrari a continuar a Izquierda Unida, la qual cosa va motivar la ruptura del PCC amb el PCPE. En 2002 va ser rellevat del seu càrrec com a secretari general del PCPE per Carmelo Suárez Cabrera, sindicalista canari i fundador de la Fundació Obrera d'Investigació i Cultura.
Va morir l'octubre de 2011 als 67 anys.